# 100 đồng (tiền lưu niệm)
Đồng tiền lưu niệm mệnh giá 100 đồng được Ngân hàng Nhà nước Việt Nam chính thức phát hành đúng dịp kỷ niệm 65 năm ngày thành lập Ngân hàng Nhà nước 6/5/2016. Đây là loại tiền không có giá trị thanh toán, lưu thông.

## Giới thiệu
Việc phát hành loại tiền lưu niệm đã được nhiều nước trên thế giới thực hiện, đây là thông lệ của các quốc gia để kỷ niệm truyền thống đồng tiền của mình và phục vụ như cầu sưu tầm của các cá nhân, tổ chức trên thế giới. Tại thời điểm phát hành, tờ tiền lưu niệm 100 đồng có giá bán 20.000 đồng/tờ (loại tờ rời) và 25.000 đồng/tờ (loại tờ Foder - được bọc trong phong bao, kèm chú thích song ngữ Việt - Anh). Ngân hàng Nhà nước và các Ngân hàng thương mại sẽ tổ chức bán hai loại tiền rộng rãi trong toàn hệ thống để phục vụ nhu cầu biếu tặng rộng rãi đến các cá nhân, tổ chức có nhu cầu. Theo đại diện NHNN, toàn bộ kinh phí thực hiện nghiên cứu, thiết kế loại tiền này được tài trợ bởi các công ty có công nghệ, kỹ thuật in ấn, bảo an tân tiến nhất thế giới.

## Thông tin
| Mệnh giá | Kích thước    | Màu chủ đạo | | Miêu tả | Miêu tả | Miêu tả   | Phát hành |
| Mệnh giá | Kích thước    | Màu chủ đạo | Tờ tiền | Mặt trước | Mặt sau | Loại giấy | Phát hành |
| -------- | ------------- | ----------- | --- | --- | --- | --------- | --------- |
| 100 ₫    | 82mm x 163mm; | Đỏ cánh sen | Họa tiết trên trống đồng Ngọc Lũ, hình mây, rồng được sử dụng làm nền trên cả mặt trước và mặt sau đồng tiền lưu niệm; Kỹ thuật bảo an chính: Bóng chìm hình hoa sen và số 65; Hình định vị; Mực đổi màu chuyển động; Dây bảo hiểm có hiệu ứng chuyển động; Mực màu vàng lấp lánh phát quang. | Dòng chữ "Ngân hàng Nhà nước Việt Nam", mệnh giá 100 đồng bằng số và chữ, hình quốc huy, chân dung Chủ tịch Hồ Chí Minh, nội dung Sắc lệnh số 15/SL ngày 6/5/1951 in bằng chữ siêu nhỏ, chữ ký của Thống đốc NHNN đương nhiệm tại thời điểm phát hành là Nguyễn Văn Bình, số "1951-2016", dòng chữ "Kỷ niệm 65 năm thành lập Ngân hàng Việt Nam", số 65 và cuốn sách cách điệu đánh dấu chặng đường 65 năm phát triển của ngành ngân hàng; | Dòng chữ "Ngân hàng Nhà nước Việt Nam", mệnh giá 100 đồng bằng số và chữ, năm phát hành 2016 và dòng chữ "Tiền lưu niệm", hình ảnh tòa nhà trụ sở NHNN, hình ảnh Phù Đổng Thiên Vương (Thánh Gióng), hình ảnh cách điệu đồng tiền cổ ở phần nền phía sau tòa nhà tượng trưng cho chủ quyền tiền tệ của nước CHXHCN Việt Nam. | Cotton    | 2016      |